# Zella-Mehlis
Zella-Mehlis là một đô thị tại huyện Schmalkalden-Meiningen, trong Thüringen, nước Đức. Đô thị này có diện tích 28,09 km², dân số thời điểm 31 tháng 12 năm 2005 là 12.245 người. Zella-Mehlis nằm ở rừng Thuringia, 5 km về phía bắc Suhl, và 20 km về phía đông Meiningen.

## Thành phố kết nghĩa
- Andernach, Đức
- Gemünden am Main, Đức
- Saint-Martin-d'Hères, Pháp